# Амплітуда

Синусоїдальне (гармонічне) коливання: — довжина хвилі, — амплітуда хвилі
у системі координат з осями «зміщення» (displacement) та «відстань» (distance)

Ампліту́да коливань (лат. amplitudo — величина, обшир) — найбільше відхилення величини, яка періодично змінюється від деякого значення, умовно прийнятого за нульове.
Для гармонічного коливання, рівняння що його описує має вигляд:
{\displaystyle x(t)=A(t)\sin(\omega t+\varphi )}
або
{\displaystyle x(t)=A(t)\cos(\omega t+\varphi )},
де {\displaystyle x(t)} — відхилення величини, яка коливається у поточний момент часу {\displaystyle t} від середнього арифметичного за період значення (наприклад, у кінематиці — зміщення (відхилення) точки, яка коливається, від положення рівноваги, в електротехніці — миттєве відхилення напруги або сили струму від середнього значения тощо);
{\displaystyle A(t)} — амплітуда коливання, тобто максимальне за період відхилення коливної величини від середнього за період значення, розмірність {\displaystyle A(t)} збігається з розмірністю {\displaystyle x(t),} у загальному випадку амплітуда залежить від часу, наприклад, при затухаючому коливанні осцилятора на власній частоті;
{\displaystyle \omega } (радіан/с, градус/с) — циклічна частота, яка показує, на скільки радіан (градусів) змінюється фаза коливання за 1 с;
{\displaystyle \varphi } (радіан, градус) — початкова фаза коливання.
Амплітудою неформально називають також рамки в яких відбуваються зміни будь-якої природи, наприклад, різницю в мінімальних та максимальних показах шкали приладу.
У гармонічних коливаннях амплітуда є сталою величиною. Однак термін «амплітуда» часто вживають у ширшому сенсі — щодо величин, які змінюються за законом, більше чи менше наближеним до гармонічного (напр., амплітуда кров'яного тиску), а часом до коливань, що є далекими від гармонічних (напр., амплітуда річної температури). Амплітудою звукової хвилі є гучність, а світлової — яскравість.

## Амплітуда гучності та світла в різних розділах фізики
- амплітуда для механічного коливання тіла (вібрація), для хвиль на струні або пружині — це відстань і записується в одиницях довжини;
- амплітуда звукових хвиль та аудіосигналів зазвичай відноситься до амплітуди тиску повітря у хвилі, але іноді описується як амплітуда зміщення відносно рівноваги (повітря або діафрагми мовця). Її логарифм зазвичай вимірюється в децибелах (дБ);
- для електромагнітного випромінювання амплітуда відповідає величині напруженості електричного та магнітного поля.

## Обвідні амплітуди
Форма зміни амплітуди називається обвідною.
Обвідна амплітуди стосується змін амплітуди звуку з часом і є важливою характеристикою, оскільки впливає на сприйняття тембру. Плоский тон має стаціонарну амплітуду, яка залишається постійною протягом часу, що представляється скаляром. Інші звуки можуть мати ударні обвідні амплітуди з раптовим початком, за яким слідує миттєвий експоненційний спад.
Ударні обвідні амплітуди характерні для різних ударних звуків: дзвін двох винних келихів, удар по барабану, грюкання дверима тощо, де амплітуда є перехідною і повинна представлятися або як неперервна функція, або як дискретний вектор. Ударні обвідні амплітуди моделюють багато поширених звуків, які мають перехідну гучність атаки, загасання, підтримки та звільнення.

## Нормалізація амплітуди
У випадку хвильових форм, що містять багато обертонів, складні перехідні тембри можна отримати, призначивши кожному обертону власну окрему перехідну обвідну амплітуди. На жаль, це також впливає на модуляцію гучності звуку. Логічніше розділити гучність та гармонічну якість на параметри, що контролюються незалежно один від одного.
Для цього гармонічні обвідні амплітуди нормалізуються покадрово, щоб стати обвідними пропорцій амплітуд, де в кожному часовому кадрі всі гармонічні амплітуди додаватимуться до 100% (або 1). Таким чином можна чітко контролювати основну обвідну, що керує гучністю.
У розпізнаванні звуку нормалізація максимальної амплітуди може використовуватися для вирівнювання ключових гармонічних особливостей 2 подібних звуків, дозволяючи розпізнавати схожі тембри незалежно від гучності.